# Чемпіонат України з пляжного футболу 2012
Чемпіонат України з пляжного футболу 2012 — десятий чемпіонат України з пляжного футболу, який відбувся 5-9 вересня 2012 у Києві на стадіоні «Укртелеком Арена» за участю 8 команд. Переможець: «Майндшер» (Київ).

## Перебіг
Група «А»:
1. «Артур М'юзік» (Київ) — 6 очок
2. «Євроформат» (Київ) — 5 (різниця м'ячів +6)
3. «Фарсі Фарм» (Київ) — 5 (різниця м'ячів +4)
4. «Арніка» (Кременчук) — 0 очок.

Група «Б»:
1. «Гріффін» (Київ) — 9 очок
2. «Майндшер» (Київ) — 6
3. «Вибір» (Дніпропетровськ) — 3
4. «Темна конячка» (Черкаси) — 0 очок[1].

Півфінали:
- «Майндшер» — «Артур М'юзік» — 4:2
- «Гріффін» — «Євроформат» — 3:0

За 3-є місце: «Євроформат» — «Артур М'юзік» — 7:2
Фінал: «Майндшер» — «Гріффін» — 4:0